# Jesús Cabrero Mora
Jesús Cabrero Mora (Bolea, Huesca, Aragón; 28 de julio de 1981) es un exfutbolista español que jugaba de portero. Actualmente forma parte del cuerpo técnico del Real Zaragoza, desempeñando su labor como psicólogo deportivo.

## Trayectoria
El comienzo de su carrera es por completo en el Huesca en el que debuta muy joven, con 16 años, en 3.ª División. Fue un año en el que la SD Huesca estuvo a punto de descender a la Regional Preferente Aragonesa. Esto no pasó desapercibido por el vecino Zaragoza que lo fichó para que fuera el portero titular de su equipo juvenil.
Aquí comenzaría una etapa muy triunfal por sus convocatorias para las categorías inferiores de la selección española. Como guardameta suplente de Casillas fue uno de los futbolistas que lograron alzarse con la Meridian Cup.
En el año 2000 empieza a jugar en el Real Zaragoza B de Segunda división B, pero al año siguiente le dieron la oportunidad de destacar en otro equipo en calidad de cedido. Así fue como llegó al Binéfar en un año muy difícil en el que el conjunto oscense logró la permanencia en Segunda división B.
En 2002 vuelve al Real Zaragoza B, pero a la temporada siguiente decide salir de tierras mañas para fichar por el Palencia. En 2004 ficha por el Mallorca, y en 2005 es fichado por el Burgos.
A mitad de temporada 2005/2006 recibe una oferta del Cartagena que no pudo rechazar, ya que en Burgos apenas disfrutaba de minutos. Con el Cartagena logró ser campeón de grupo de Segunda división B, pero no pudo celebrar el ascenso de categoría.
En verano de 2007 el Cartagena cede al futbolista a la Ponferradina donde realiza una gran campaña jugando incluso el play-off de ascenso. En 2008 ficha por el Albacete Balompié donde ha realizado 2 magníficas campañas.
En verano de 2012 el guardameta llega libre al Recreativo de Huelva procedente de la Sociedad Deportiva Huesca, firmando por dos temporadas con opción a una tercera.

## Selección nacional
Internacional en categorías sub-17, sub-18, sub-19 y sub-20. Campeón de la Meridian Cup.

## Clubes
| Club                      | País   | Año       |
| ------------------------- | ------ | --------- |
| Real Zaragoza "B"         | España | 1999-2003 |
| C. D. Binéfar             | España | 2001-2002 |
| Real Zaragoza "B"         | España | 2002-2003 |
| C. F. Palencia            | España | 2003-2004 |
| R. C. D. Mallorca "B"     | España | 2004-2005 |
| Burgos C. F.              | España | 2005      |
| F. C. Cartagena           | España | 2005-2007 |
| S. D. Ponferradina        | España | 2007-2008 |
| Albacete Balompié         | España | 2008-2010 |
| S. D. Huesca              | España | 2010-2012 |
| R. C. Recrativo de Huelva | España | 2012-2014 |
| R. C. D. Mallorca         | España | 2014-2017 |